# Dolichopus hilgerae
Dolichopus hilgerae är en tvåvingeart som först beskrevs av Grichanov 2004.  Dolichopus hilgerae ingår i släktet Dolichopus och familjen styltflugor.
Artens utbredningsområde är Elfenbenskusten. Inga underarter finns listade i Catalogue of Life.